# Агудело, Хуан
Хуа́н Себастья́н Агуде́ло (англ. Juan Sebastián Agudelo; 23 ноября 1992, Манисалес, Колумбия) — американский футболист колумбийского происхождения, нападающий клуба «Сан-Антонио». Выступал за сборную США.
Семья Агудело из Колумбии, они иммигрировали в США, когда Хуану было семь лет.

## Клубная карьера

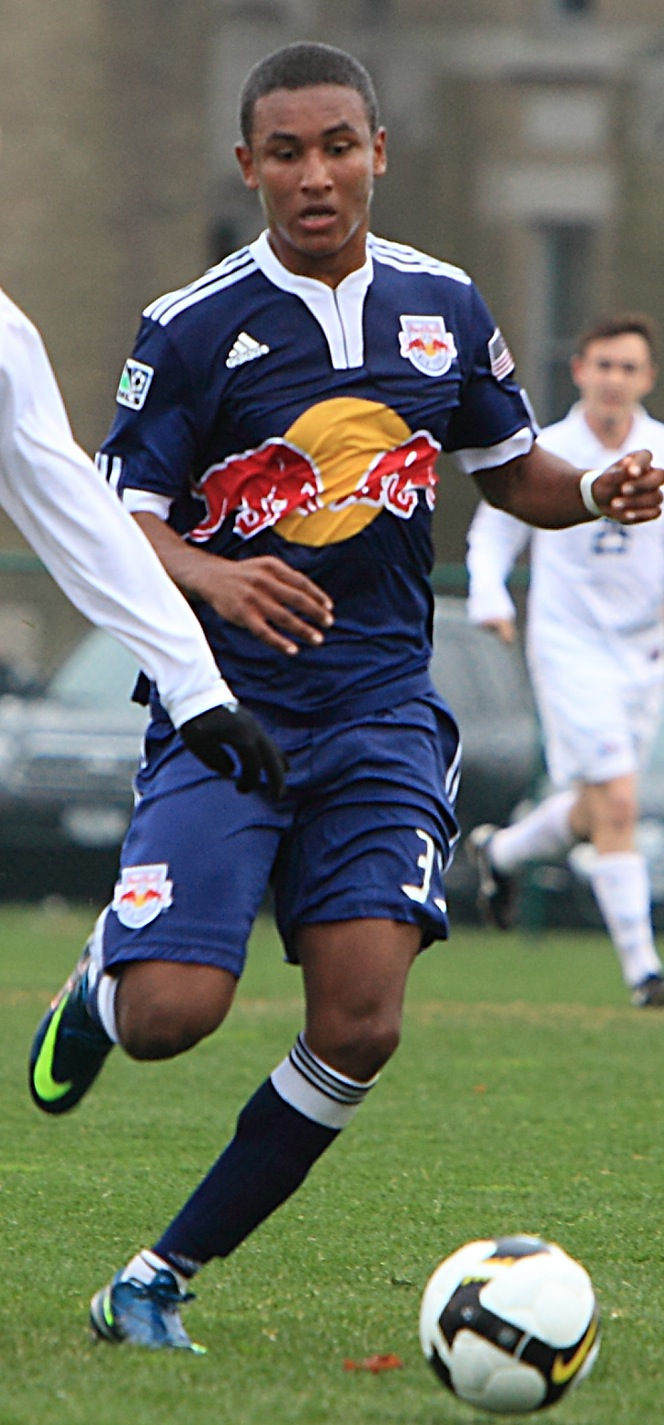
Агудело в составе «Нью-Йорк Ред Буллз»

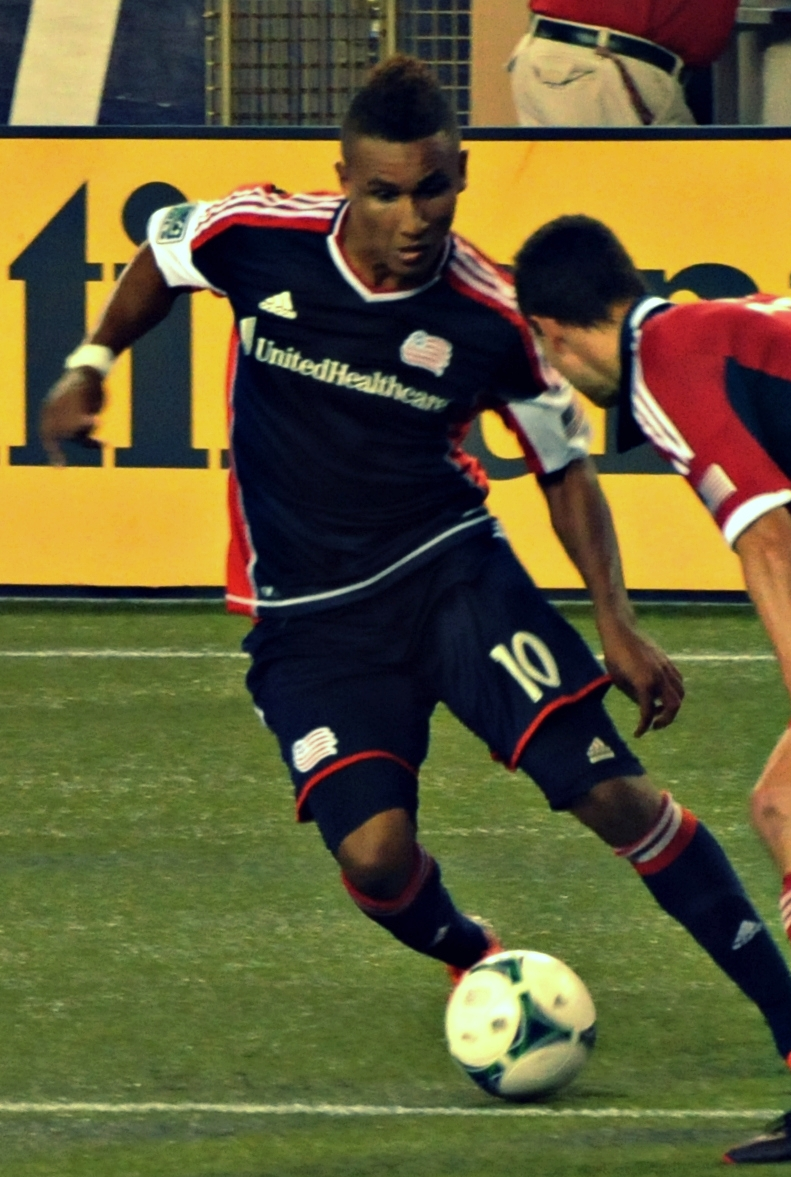
Агудело в составе «Нью-Инглэнд Революшн»

Агудело — воспитанник академии футбольного клуба «Нью-Йорк Ред Буллз». 26 марта 2010 года клуб подписал с ним контракт по правилу доморощенного игрока. Его профессиональный дебют состоялся 27 апреля в матче Кубка Ламара Ханта против «Филадельфии Юнион». В MLS он дебютировал 9 октября в поединке против «Реал Солт-Лейк». 19 марта 2011 года во встрече против «Сиэтл Саундерс» Хуан забил свой первый гол в MLS. В межсезонье 2011—2012 годов Агудело тренировался с немецким «Штутгартом» и английским «Ливерпулем» соответственно.
17 мая 2012 года Хуан перешёл в «Чивас США» в обмен на Хита Пирса и распределительные средства. 19 мая в дерби против «Лос-Анджелес Гэлакси» он дебютировал за «Чивас». 10 марта 2013 года в поединке против «Далласа» Агудело забил свой первый гол за «Чивас». В межсезонье Хуан тренировался в составе шотландского «Селтика» и английского «Вест Хэма».
7 мая 2013 года Агудело перешёл в «Нью-Инглэнд Революшн» за распределительные средства. За «Нью-Инглэнд Революшн» он дебютировал 18 мая в матче против «Хьюстон Динамо», в котором, выйдя на замену на 35-й минуте вместо получившего травму Райана Гая, забил гол на 84-й минуте. Летом Хуан получил травму колена, которая оставила его вне игры на два месяца, восемь матчей.
9 августа 2013 года английский «Сток Сити» объявил о предварительном подписании контракта с Агудело, согласно которому он перейдет в клуб в зимнее трансферное окно, 1 января 2014 года. Несмотря на то, что заявка на разрешение на работу для Агудело была отклонена, его трансфер в «Сток» состоялся, и он сразу же был отдан в аренду нидерландскому клубу «Утрехт». 25 января в матче против «Роды» он дебютировал в Эредивизи. 6 февраля в поединке против «Зволле» Хуан забил свой первый гол за «Утрехт». В мае 2014 года, после того как и вторая попытка получить разрешение на работу не увенчалась успехом, «Сток Сити» расторг контракт с Агудело по взаимному согласию сторон.
30 января 2015 года Хуан вернулся в «Нью-Инглэнд Революшн». 17 декабря 2018 года игрок подписал новый многолетний контракт с клубом. По окончании сезона 2019 «Нью-Инглэнд Революшн» не стал продлевать контракт с Агудело.
3 декабря 2019 года на втором этапе Драфта возвращений MLS Агудело был выбран клубом «Торонто», но подписан не был.
28 декабря 2019 года «Торонто» обменял права на Агудело в новообразованный «Интер Майами» на пик третьего раунда Супердрафта MLS 2021. 1 марта 2020 года он принял участие в дебютном матче клуба в лиге, где «Интер Майами» встретился с «Лос-Анджелесом», выйдя на замену на 79-й минуте вместо Льюиса Моргана. 8 июля в матче первого тура группового этапа Турнира MLS is Back против «Орландо Сити» он забил свой первый гол за «Интер Майами». По окончании сезона 2020 «Интер Майами» не продлил контракт с Агудело.
2 марта 2021 года Агудело на правах свободного агента присоединился к «Миннесоте Юнайтед», подписав однолетний контракт с опцией продления ещё на один год. За «гагар» он дебютировал 24 апреля в матче против «Реал Солт-Лейк». По окончании сезона 2021 «Миннесота Юнайтед» не продлила контракт с Агудело.
31 марта 2022 года Агудело подписал контракт с клубом Чемпионшипа ЮСЛ «Бирмингем Легион». За «Легион» он дебютировал 7 апреля в матче второго раунда Открытого кубка США 2022 против команды Национальной премьер-лиги «Саутерн Стейтс». 10 апреля в матче против «Хартфорд Атлетик» он забил свой первый гол за «Легион». 19 января 2023 года Агудело перезаключил контракт с «Бирмингем Легион».
21 декабря 2023 года Агудело подписал контракт с клубом «Сан-Антонио». 9 марта 2024 года в матче стартового тура сезона против «Лаудон Юнайтед» он дебютировал и забил свой первый гол за «Сан-Антонио».

## Международная карьера
В 2009 году в составе юношеской сборной США Агудело принял участие в юношеском чемпионате мира в Нигерии. На турнире он сыграл в матчах против команд ОАЭ и Италии.
17 ноября 2010 года в товарищеском матче против сборной ЮАР он дебютировал за сборную США, забив гол.
В 2011 году он принял участие в Золотом кубке КОНКАКАФ, став его серебряным призёром. На турнире Агудело сыграл в матчах против команд Канады, Ямайки, Мексики и дважды Панамы.
В 2017 году Агудело стал обладателем Золотого кубка КОНКАКАФ. На турнире он сыграл в матчах против сборных Панамы, Мартиники и Никарагуа.

### Голы за сборную США
| № | Дата           | Место                               | Противник | Счёт | Результат | Соревнование      |
| - | -------------- | ----------------------------------- | --------- | ---- | --------- | ----------------- |
| 1 | 17 ноября 2010 | Кейптаун Стэдиум, Кейптаун, ЮАР     | ЮАР       | 0:1  | 0:1       | Товарищеский матч |
| 2 | 26 марта 2011  | Метлайф Стэдиум, Ист-Ратерфорд, США | Аргентина | 1:1  | 1:1       | Товарищеский матч |
| 3 | 16 апреля 2015 | Аламодоум, Сан-Антонио, США         | Мексика   | 2:0  | 2:0       | Товарищеский матч |

## Достижения
Международные
США
- Победитель Золотого кубка КОНКАКАФ: 2017
- Серебряный призёр Золотого кубка КОНКАКАФ: 2011